# Еркол I од Есте
Еркол I од Есте (26. октобар 1431. - 25. јануар 1505), био је војвода Фераре у периоду између 1471. и 1505. Еркол је био најбогатији у Италији свог времена. Волео је уметност, а уз његову помоћ Ферара је постала средиште уметности, а посебно по музици. Многи европски музичари тих времена су долазили у Ферару, а посебно из Француске. Ерколу је лов био једна од животних страсти.

## Образовање
Школовао се на двору Алфонса V од Арагона од 1445. до 1460. године. Учио је борилачке вештине, витештво и сликање и тако је постао један од најважнијих покровитеља ренесансе и стекао укус за архитектуру, а стекао је и поштовање Арагона.

## Долазак на власт
Ерколов полубрат Борзо је умро 20. августа 1471. године. Еркол је за преузимање престола имао подршку Млетачке рапублике и чак га је пред смтр Борзо именовао наследником, али му је био потребан пристанак народа, па је 20. августа на коњу одевен као војвода са свим становницима Фераре и са око 10.000 чиновника, кренуо из Кастел Нуова преко главне улице Фераре до источног дела града на трг па у бискупију. Пред 12 градских мудраца Еркол је дао заклетву де ће праведно владати Фераром, да ће бринути о народу и радити све по његовој вољи.

## Пуч
Николо, Борзов син, се у то време налазио у Мантови, а кад је чуо за Ерколов долазак на место војводе дигао је војску, а напао је тек када је Еркол отишао у обилазак војводства. После пораза Николо и његов рођак Ацо су погубљени 4. септембра 1476. године.

## Прекршавање заклетве
Еркол је понекад био великодушан, али је у главном био строг и подигао порезе да би измирио трошкове државе и двора. Да би све било у реду у војводству Еркол је путовао од места до места де би све држао под контролом. Тиме се показује да је Еркол био феудални владар, а за време његове владавине је чак и почело лагано опадање. Еркол је увео сељацима порез од једног дуката за свака запрежна кола. То је изазвало толико незадовољство да је Еркол страховао од завера, па је увео путне исправе и у гостионицама гостионичар је морао да води књигу страних гостију и да једном годишње књигу предају војсци или самом Ерколу. Еркол се више није трудио да буде популаран, чак би и кад би ишао у обилазак војводства поданици су морали да га издржавају.

## Обнова града
Еркол је стално водио рачуна о изгладу града. Градио је широке праве улице, а онда је одлучио да прошири северни дог града за скоро 3 mi (4,8 km). Наредио је и да се сагради велики зид такозвани Ерколов зид. Зид је саградио заповедник одбране Фераре и архитект Биагио Розети. Тај зид је изазивао дивљење свих странаца који су долазили у Ферару. Ферара је за време владавине Еркола постала урбано насеље.

## Војводин парк
Северније од Ерколоваог зида налазило се велико подручје са ливадама и шумама. Еркол је купио ту земљу и оградио је бедемима, за ште је потрошио много новца. Неколико година касније купио је и околне ливаде и оградио их. Тамо је ловио дивокозе, јелене и дивље свиње. Позивао је и своје племиће породицу Гонзага, као и стране владаре господаре Мантове и породицу Бентивољо, владаре Болоње. Они су долазили са пратњом од више хиљада људи.

## Венчање
Године 1473. Еркол се венчао са Леонор од Арагона. На дан венчања организовано је велико славље, плес, турнир у мачевању и ручак од 130 врста јела са бројним посластицама. Кувари су правили торте на којима су биле куле, дворце младе девојке, и животиње од шећера.

## Рат против Млетачке републике

### Млетачки успеси и сукобљене стране
Узрок Ерколовог рата против Млечана је био млетачка љубомора на Ерколово богатство због рудника соли. Рат је почео почетком 1482. године када је Млетачка најамничка војска предвођена Робертом Сенсеверином је напала Ферару са севера и освојила Адрију и напала Арџенту и Камајгем. У мају је опседнут Фикароло, који је пао 29. јуна, а Ровиго 17. августа. На Робертовој страни нашао се и папа Сикст IV са дуждом Ђенове Батистом ди Кампофрегосом и грофом Гуљелмом VIII Монфератским. Међутим на страну Фераре су стали: кнез од Урбина Федерико да Монтефелтро, напуљски престолонаследник будући краљ Алфонсо II Напуљски, који је нападао Папску државу с југа, милански војвода Лодовико Сфорца, војвода Мантове Федерико I Гонзага и владар Болоње Ђовани II Бетивољо, који је напао Папску државу са севера. Папску војску предводио је Просперо Колона.

### Напуљци склапају мир
21. августа у бици код Фрозиноне Напуљци су поражени од стране Роберта Малатесте, господара Риминија, који није заживео, умро је још 10. септембра. Прешли су реку По и у новембру су опсели Ферару, Напуљци су брзо после тога склопили мир 28. новембра, а он је потписан тек 12. децембра.

### Папа мења страну и мир
Папа је од млетачког дужда Ђованија Моченига тражио да склопи мир са Ерколом, али он је то одлучно одбио. 25. маја 1483. папа је због тога екскомуницирао Ђованија, али овај га је игнорисао. Због тога папа је послао свог специјалног изасланика у Венецију, али он се разболео па није могао да преговара са Ђованијем. Папа је после тога објавио рат Млечанима и чак му се придружиле и Напуљске трупе. Папске трупе је у овој борби предводио Виргинио Орсини. Ђовани је звао новог француског краља Шарла VIII Валоу и нудио му Напуљску краљевину и Милано. За то време Млечани су извршили инвазију на Напуљско краљевство, али њих је спасао милански војвода. Поражена Млетачка република је 7. августа 1484. године склопила мир у Багнолсу Сан Виту. Овим миром Млечани су од свих тековина у рату сачували само Ровиго. За време овог рата Еркол је био тешки болестан па није могао ништа да учини. После рата Еркол је хтео да побољша своје пријатељство са Папском државом, па је по папиној жељи бацио проповедника Ђиролама Савотаролу у тамницу и 1502. године свог сина Алфонса венчао са Лукрациом Борџијом кћерком папе Александра VI.

## Позориште
Овакав пораз је смањио Ерколов углед, па је он одлучио да подигне свој углед изградњом позоришта и да постане најпознатији мецена у Европи. Због овога и због тога што је волео комедије Еркол је у свом двору саградио позориште, док су се у лето представе одржавале на острву Белведре на реци По. Еркол је познатог песника Лодовика Ариоста поставио. Еркол је био толико задовољан њим да му је дао на управу долину Гарфањану.

## Смрт
Еркол је последње године живота провео у миру. Умро је 25. јануара 1505. године. У ферари га је наследио син Алфонсо.

## Ерколово одевање и физички изглед
Еркол је носио огртач од златне свиле, на глави је имао капу са дијамантима и драгим камењем, а у руци златан штит. Често је носио оклоп и имао је плаву косу.

## Породично стабло
|  |                       |  |  |  |  |  |  |  |  |  |  |  |  |  |  |  |
|  | 2. Николо III од Есте |  |  |  |  |  |  |  |  |  |  |  |  |  |  |  |
|  |                       |  |  |  |  |  |  |  |  |  |  |  |  |  |  |  |
|  |                       |  |  |  |  |  |  |  |  |  |  |  |  |  |  |  |
|  | 1. Еркол I од Есте    |  |  |  |  |  |  |  |  |  |  |  |  |  |  |  |
|  |                       |  |  |  |  |  |  |  |  |  |  |  |  |  |  |  |
|  |                       |  |  |  |  |  |  |  |  |  |  |  |  |  |  |  |
|  | 3. Ричарда ди Салуцо  |  |  |  |  |  |  |  |  |  |  |  |  |  |  |  |
|  |                       |  |  |  |  |  |  |  |  |  |  |  |  |  |  |  |
|  |                       |  |  |  |  |  |  |  |  |  |  |  |  |  |  |  |